# Vermisste Kinder in Pirmasens
Als Vermisste Kinder in Pirmasens ging eine bis heute nicht aufgeklärte, mutmaßliche Mordserie in die deutsche Kriminalgeschichte ein.

## Ereignisse
In den Jahren 1960, 1964 und 1967 verschwanden zwei Jungen und ein Mädchen im Alter von acht bis zehn Jahren spurlos, jeweils an einem Freitag und in der Nähe des belebten Pirmasenser Exerzierplatz. Sie wurden nie gefunden. Die Ermittlungen liefen ins Leere.

## Ermittlungen ab 1973
1973 brachte eine erneute Sichtung der Fakten in Verbindung mit einer operativen Fallanalyse neue Erkenntnisse. Nach einem Check-out-Verfahren wurden Tausende von Männern in Pirmasens und Umgebung auf Tatverdachtsmerkmale hin überprüft. Ein damals 42-jähriger Gelegenheitsarbeiter geriet in dringenden Tatverdacht. Er kannte die beiden vermissten Jungen gut. Der Mann war auch dadurch in Verdacht geraten, dass er immer wieder die Nähe von Kindern gesucht hatte, sich oft in der Nähe der Orte aufhielt, an denen die Kinder vermutlich verschwunden waren und ein „unstetes Leben“ führte. Der Juwelierssohn hatte zeitweise Philosophie und Psychologie studiert. 1954 war er aufgrund einer schizophrenen Erkrankung in Behandlung gewesen. Er lebte danach als „Waldmensch“ in den Wäldern um Pirmasens. Während der 600-stündigen Vernehmungen verstrickte er sich immer weiter in Widersprüche, so dass seine Schuld von den Ermittlern als gesichert angesehen wurde. Statt eines Haftbefehles ordnete das Landgericht Zweibrücken im Oktober 1974 seine Einweisung in eine Heilanstalt an. Der Mann bestritt die Taten konsequent und wurde durch das Landgericht Zweibrücken bei einer Verhandlung im März 1976 wieder auf freien Fuß gesetzt. Die Einweisung in die Heilanstalt war gegen die Unschuldsvermutung geschehen und nicht rechtsstaatlich, da keine Beweise gegen den als harmlos geltenden Mann vorlagen.

## Eintrag ins Taschenbuch für Kriminalisten
Der Pirmasenser Kripo-Chef Ernst Fischer, der die Ermittlungen ab 1973 geleitet hatte, beschrieb die Fälle 1978 im Taschenbuch für Kriminalisten. Das Check-out-Verfahren beinhaltete das Durchsuchen öffentlicher Datenbestände mit personenbezogenen Daten und war ein Vorläufer der Rasterfahndung.